# Akita (kutyafajta)

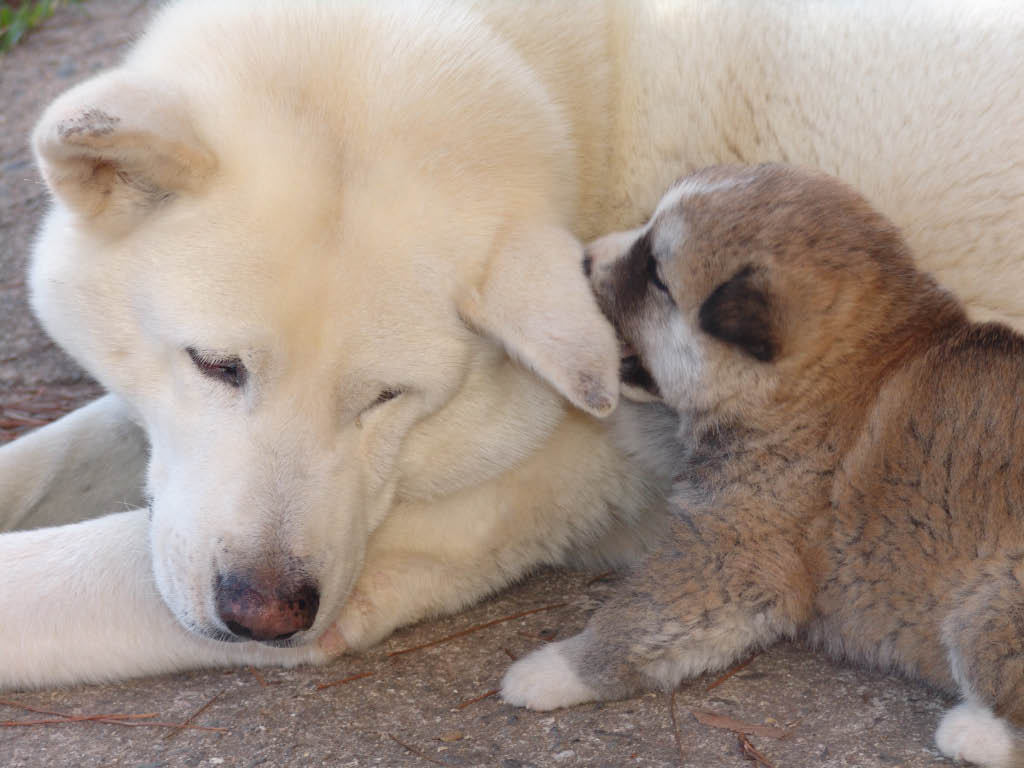
Védi a gyerekét a gazdájától is.

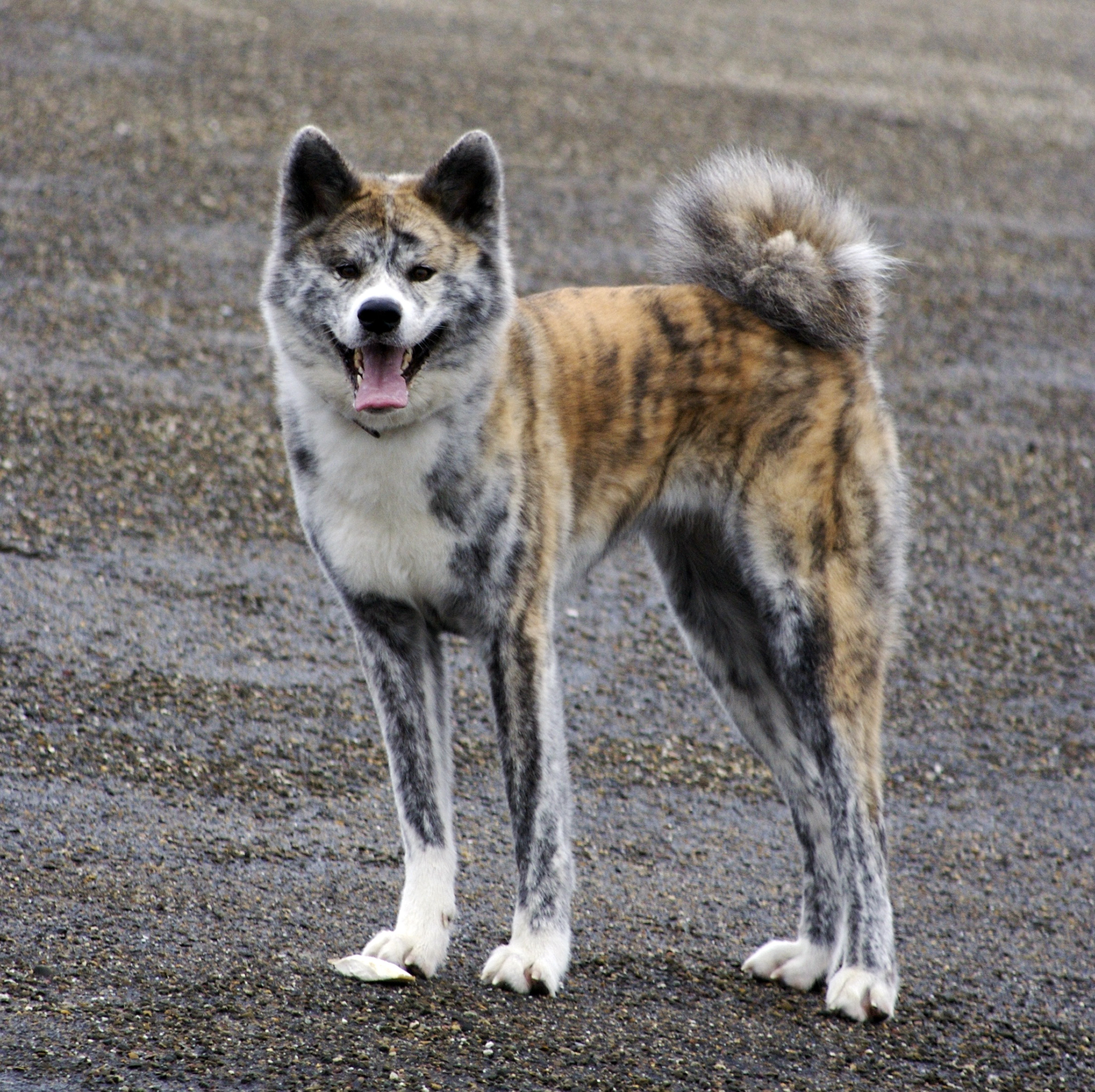

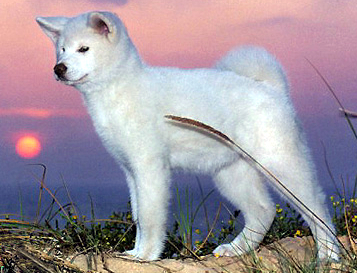

Az akita vagy akita inu (秋田犬), gyakran az írásjegy másik, kínai olvasata szerint akita ken, egy Japánból származó kutyafajta. Neve az Akita prefektúrából és az inu (japánul: kutya) szóból tevődik össze. Nevezik még matagi inunak is a medvevadász múltja után. Az akita a szamurájok kutyája volt, Japánban az egészség és a jólét jelképe. 1999 óta megkülönböztetik az akita inu és a nagy japán kutya néven elfogadott amerikai akitának is nevezett fajtát. Az amerikai akita jóval nagyobb termetű, mint japán változata. A hímek zömök és erős csontozatuk miatt 45-60 kg-ot is nyomhatnak. Kettős szőrzetű bundája a japán akitától eltérően sötétebb.
Ezeken a neveken ismeretes: japán akita, akita inu, matagi.

## Leírás
Az akita inu a legismertebb a japán spiccfajták közül, de a nemzetközi porondon csupán a közelmúltban jelent meg. Az Egyesült Királyságban és Amerikában az elmúlt években mutatták be kiállításon, s a japánok mindent megtesznek, hogy javítsák fajtatiszta állományukat. A vaddisznó-, őz-, sőt feketemedve-vadászatra kitenyésztett akita inu kétségtelenül hajlamos a szilajságra, de általában kiegyensúlyozott temperamentumú. Idegeneket nehezen tűr meg maga körül, természetéből adódóan védi területét (erre külön képezni nem ajánlott). Rendkívül intelligens, könnyen tanul, de sűrűn előfordul, hogy makacskodik. Az akita nagyon családcentrikus, imád a gazdájával (gazdáival) együtt lenni, nem érzi jól magát egymagában. Egy japán kormányrendelet a nagydíjas akitákat nemzeti kinccsé nyilvánította.
Színek: vörös, szezám (sable), csíkos (brindl) és a fehér. A fent jelzett színeknél (kivétel a fehérnél) „uradzsirónak” kell lennie. Uradzsiro: fehér szőrzet a pofa szélső oldalain és az arcon, az állkapocs alatt, a torkon, a mellkason és a hason, a farok alsó vonalán és a lábak belső oldalain. Farkuk hosszú, felfelé göndörödik. Szemük mélyen ülő, kis méretű, sötétbarna és fekete körvonala van. Orruk nedves fekete, de a fehér színűnek hússzínű is lehet. Szájuk fekete, nem lóg lefelé, nyelvük rózsaszín. Fülük egyenesen áll felfelé, vagy kissé előrefelé mutat. Fejük alakja felülnézetből egyik csúcsán levágott háromszögre hasonlít.

## Méret
A kan magassága 67 cm, a szukáé 61 cm, a kan szélessége 75-80, a szukáé 70-75. Testsúlya 30–45 kg.
Várható élettartam: 10–14 esztendő.

## Mozgásigény
Átlagos.

## Szőrzetápolás
Átlagos mennyiségű alkalmankénti (1–2 hetente) kefélésből áll.
Tavasszal és ősszel szőrzetet vált.

## Előnyei
- Erős és bátor
- Könnyen képezhető
- Elsőrangú házőrző
- Sokoldalú vadász és apportőr
- Jó temperamentumú
- Intelligens
- Nagyon hűséges, de csak gazdájához
- Feleslegesen nem ugat

## Megszívlelendő
- Fajtársaival megfelelő szocializáció híján agresszívan viselkedhet
- Makacs
- Domináns alkat, aki képes kezébe venni az irányítást
- Gazdájának határozott jellemmel kell rendelkeznie

## Érdekesség
Magyarországra az első akita Japánból érkezett, Farkasházi Miklóshoz és nejéhez, Farkasháziné Folkmann Zsuzsához. Ők honosították meg az országban. Ez idáig Európában se volt gyakori a fajta, sőt talán az első magyarországi jövevény volt Európában is az első.
Az akita ragaszkodása és hűsége már-már legendás. Tokióban, a sibujai pályaudvar előtt áll annak a Hacsikó nevű akitának a szobra, aki kilenc éven át mindennap ugyanazon a helyen várta haza gazdáját, aki egyik tanítási óráján elhunyt. A kutya utolsó leheletéig, szélben-napsütésben várt, míg 11,5 éves korában őt is utolérte a halál. A történetről film is készült Hacsi, a leghűségesebb barát címmel.